# Rossas (Arouca)
Rossas é uma povoação portuguesa do Município de Arouca sede da Freguesia de Rossas, freguesia com 11,11 km² de área e 1491 habitantes (censo de 2021) tendo, por isso, uma densidade populacional de 134,2 hab./km².

## História
Está integrada, desde o ano de 1835, no extremo nordeste do distrito de Aveiro. Pertenceu, desde a formação da nacionalidade, ao território do Entre Douro e Minho e, mais tarde, à região do Douro Litoral. Fazem fronteira, com o território de Arouca, os municípios de Santa Maria da Feira, Gondomar, Oliveira de Azeméis, Vale de Cambra, São Pedro do Sul, Castro Daire, Cinfães e Castelo de Paiva. Rossas é uma das actuais dezasseis, e mais antigas, freguesias do concelho de Arouca, pertencente à actual vigararia de 'Arouca - Vale de Cambra', Diocese do Porto. Situa-se a Sudoeste do Mosteiro de Santa Mafalda, a cerca de 6 km daquele e do centro da vila de Arouca. Dista cerca de 60 km da sede do distrito de Aveiro e cerca de 50 km do Porto, que é a sede da Área Metropolitana do Porto e da Região Norte (Portugal).
Foi uma importante comenda da Ordem de Malta. Razão pela qual o brasão da freguesia ostenta a cruz dessa antiquíssima Ordem Religiosa e Militar em chefe. Existem ainda hoje vários testemunhos dessa pertença, nomeadamente na igreja matriz. O tempo da chegada dos Hospitalários a Rossas é o da Reconquista e expansão da Nacionalidade. D. Afonso Henriques (1109-1185), o “Conquistador”, rei de Portugal, «para fixação das populações nas terras libertadas, favoreceu as ordens militares (Santiago de Espada, Hospitalários e Templários)». De resto, é muito provável que se tenha dado e/ou consolidado em 1140, ano em que D. Afonso Henriques concedeu carta de couto sobre Leça a D. Raimundo, procurador dos santos pobres da Santa Cidade de Jerusalém, e a D. Aires, Prior de Portugal e da Galiza, aos Freires então existentes, bem como, aos seus sucessores, abrangendo este privilégio a confirmação de todos os bens que a Ordem já então possuía no Condado Portucalense, dado o interesse na defesa e estabilidade da linha do Mondego, levada a cabo precisamente nesse final da segunda metade do século XII.
À semelhança daquilo que aconteceu um pouco por todo o país, foi esta Comenda extinta em 20 de Maio de 1834, pelo Decreto que nacionalizou todos os bens das Ordens Religiosas então existentes em Portugal, procedendo à extinção de toda a sua actividade.

## Demografia
A população registada nos censos foi:
| Distribuição da População por Grupos Etários | Distribuição da População por Grupos Etários | Distribuição da População por Grupos Etários | Distribuição da População por Grupos Etários | Distribuição da População por Grupos Etários |
| -------------------------------------------- | -------------------------------------------- | -------------------------------------------- | -------------------------------------------- | -------------------------------------------- |
| Ano                                          | 0-14 Anos                                    | 15-24 Anos                                   | 25-64 Anos                                   | > 65 Anos                                    |
| 2001                                         | 305                                          | 300                                          | 838                                          | 250                                          |
| 2011                                         | 236                                          | 218                                          | 879                                          | 266                                          |
| 2021                                         | 200                                          | 149                                          | 779                                          | 363                                          |

## Património
- Igreja de Nossa Senhora da Conceição (matriz), no lugar da Comenda
- Capela de Nossa Senhora do Campo, no lugar do Paço
- Capela de Nossa Senhora do Rosário, no lugar de Zendo
- Capela de São João Baptista, no lugar de Provisende
- Capela do Senhor d'Agonia, no lugar de Sequeiros
- Cruzeiros da Igreja e da Barroca
- Alminhas da Barroca
- Casas da Comenda e do Outeiro
- Marcos delimitadores da antiga Comenda de Malta
- Museu de Arte Sacra
- Trechos do rio Arda e do rio Urtigosa

## Equipamentos
Farmácia, Centro de Saúde, Escola, Cemitério, Multibanco, Campo de futebol, Parque de Merendas, Posto de CTT, Restaurantes, Centro de Dia.

## Desporto e cultura
- Grupo Cultural e Recreativo de Rossas - associação especialmente dedicada ao Teatro, Música e Desporto.
- Associação Unidos de Rossas - associação especialmente dedicada ao Desporto, Folclore e Teatro.
- Agrupamento de Escuteiros 1302- Rossas - CNE
- Sport Rôssas e Malta - associação especialmente dedicada ao Desporto.
- Associação Cultural de Provisende - associação especialmente dedicada ao Folclore.
- URTIARDA - associação especialmente dedicada à Defesa do Ambiente e Património Natural.
- Museu de Arte Sacra

## Personalidades Ilustres
- António de Almeida Brandão (1893-1986), Professor e Autarca.
- Domingos de Pinho Brandão (1920-1988), Bispo e Historiador.
- Maria Adelaide Moreira Brandão (1939-2008), Doutora em Física, Professora e Investigadora
- Domingos Brandão de Pinho (n.1939), Jurista, Juiz Conselheiro do Supremo Tribunal Administrativo [9]
- Elísio Fernando Moreira Brandão (n.1953), Professor Catedrático da Faculdade de Economia da Universidade do Porto, ex-presidente da Assembleia Municipal de Arouca . Condecorado pelo Estado Francês com o título de Chevalier des Palmes Académiques.